# 歴劫修行
歴劫修行（りゃっこうしゅぎょう）とは、菩薩が長い間、過去現在未来の三世において転生を繰り返して修行すること。

## 概要
無量義経説法品を出典とする。歴とは経過することを意味し、劫は時間のことである。したがって歴劫とは劫数を経過するという意味になる。
仏教では成仏するために修行をしなくていけない。これには、菩薩が発心してから成仏するまで三祇百大劫という遥かに長い年月の間に転生を繰り返して修行するとされる。すなわち十住から十廻向までに初阿僧祇劫の修行をして7万5千の仏を供養し、十地の初地・歓喜地から第7地・遠行地までに二阿僧祇劫の修行をして7万6千の仏を供養し、第8地・不動地から第10地・法雲地までに三阿僧祇劫の修行をして7万7千の仏を供養し、そして最後に百大劫の間に三十二相を得るための福徳を具えるための修行をしなくてはならない。したがってこれを、歴劫迂廻（りゃっこう・うえ、迂回とも書く）といい、漸（ようや）く次第して成仏する教えであるということから漸教（ぜんきょう）というようになった。
しかるに大乗仏教の発展に伴い、それでは仏に近づきつつも無限に近い気の遠くなるような時間であり、結局は永久に仏と成ることはできないだろうという発想が生まれた。龍樹は『中論』観三相品で「無窮の経過」と述べているように、ほとんど終わりがないのではないかという考え方に至った。したがって、それでは仏教の修行に意味を見出さなくなってしまうことになる。
これに応じた『無量義経』十功徳品では、「もし衆生あって是の経を聞くことを得るは、則（すなわ）ちこれ大利なり。所以（ゆえん）は如何（いかん）、もしよく修行すれば必ず疾（と）く無上菩提を成ずることを得べし。それ衆生あって聞くことを得ざる者は、まさに知るべし、是等はこれ大利を失えるなり。無量無辺阿僧祇劫を過ぐれども、終（つい）に無上菩提を成ずることを得ず、云々」と、速疾頓成（そくしつとんじょう）を説いたとされる。
速疾とは読んで字のごとく、すみやか・はやいということ、また頓は漸の対義語でこれもまた、たちまち・すみやかにということで、速疾頓成とは、すみやかに成仏することを意味する。またその後には「未だ六波羅蜜を修行することを得ずといえども、六波羅蜜自然在前（じねんざいぜん）す」とも説いている。
後に、中国天台宗の湛然は、『法華経』提婆達多品での竜女成仏を論じる際に、『菩薩処胎経』諸仏行斉無差別品にある即身成仏と結びつけ、速疾頓成を説いた。
天台宗は法華経を最高と定めて所依とし、教相判釈を大成したが、これによって法華経以前の教えはすべて歴劫修行によるものでしかないと定めた。最澄も、この説により他の経典は法華経に劣ると見なし南都六宗を批判した。
また、日蓮もこの説を継承し、末法無戒と結びつけ、『観心本尊抄』に「釈尊の因行果徳の二法は妙法蓮華経の五字に具足す。我等此の五字を受持すれば自然に彼の因果の功徳を譲り与え給う」と述べている。日蓮正宗などの富士門流では三大秘法の本尊を受持することで、歴劫修行を得なくても成仏が可能だと説いている。